# Ариснаваррета, Роман
Роман Ариснаваррета Гонсалес (исп. Román Ariznavarreta González; 15 декабря 1932 года, Мадрид, Испания) — испанский каскадёр и актёр, сыгравший около сорока киноролей, второстепенных или эпизодических, на протяжении всей своей кинокарьеры, начавшейся в 1960-х годах и закончившейся в 1980-х. Кроме того, он также принимал участие в телесериалах, таких как Curro Jiménez, Los desastres de la guerra, Las nuevas aventuras del Zorro (в качестве консультанта), Celia и в эпизоде El síndrome de Ulises.